# Comté de Kneehill
Le comté de Kneehill (anglais : Kneehill County) est un district municipal de 4,921 habitants en 2011, situé dans la province d'Alberta, au Canada.

## Communautés et localités
Bourgs
- Three Hills
- Trochu

Villages
- Acme
- Carbon
- Linden

Hameaux
- Bircham
- Hesketh
- Huxley
- Sunnyslope
- Swalwell
- Torrington
- Wimborne

Localités
- Allingham
- Bargrave
- Beynon
- Buoyant
- Cosway
- Curlew
- Dunphy
- Entice
- Equity
- Gatine
- Ghost Pine
- Ghost Pine Creek
- Grainger
- Helmer
- Highland Ranch
- Kirkpatrick
- Perbeck
- Sharples
- Taylor
- Tolman
- Twining

## Démographie
| 2011  | 2016  |
| ----- | ----- |
| 4 921 | 5 001 |